# Чемпионат Европы по настольному теннису 1988
16-й Чемпионат Европы по настольному теннису проходил с 19 по 27 марта 1988 года в Париже (Франция).

## Медалисты

### Мужчины
| Разряд               | Золото                                                                                      | Серебро                                        | Бронза                                                                                        |
| -------------------- | ------------------------------------------------------------------------------------------- | ---------------------------------------------- | --------------------------------------------------------------------------------------------- |
| Одиночный разряд     | Микаэль Аппельгрен                                                                          | Андрей Мазунов                                 | Ян-Уве Вальднер                                                                               |
| Одиночный разряд     | Микаэль Аппельгрен                                                                          | Андрей Мазунов                                 | Йёрг Росскопф                                                                                 |
| Парный разряд        | Ян-Уве Вальднер Микаэль Аппельгрен                                                          | Илья Лупулеску Зоран Приморац                  | Анджей Грубба Лешек Кухарски                                                                  |
| Парный разряд        | Ян-Уве Вальднер Микаэль Аппельгрен                                                          | Илья Лупулеску Зоран Приморац                  | Йёрген Перссон Эрик Линд                                                                      |
| Командное первенство | Швеция · Ульф Бенгтссон · Ян-Уве Вальднер · Микаэль Аппельгрен · Эрик Линд · Йёрген Перссон | Англия · Десмонд Дуглас · Карл Прин · Алан Кук | СССР · Дмитрий Мазунов · Андрей Мазунов · Борис Розенберг · Владимир Дворак · Евгений Брайнин |

### Женщины
| Разряд               | Золото                                                                    | Серебро                                                          | Бронза                                             |
| -------------------- | ------------------------------------------------------------------------- | ---------------------------------------------------------------- | -------------------------------------------------- |
| Одиночный разряд     | Флюра Булатова                                                            | Отилия Бэдеску                                                   | Рената Касалова                                    |
| Одиночный разряд     | Флюра Булатова                                                            | Отилия Бэдеску                                                   | Валентина Попова                                   |
| Парный разряд        | Чилла Баторфи Эдит Урбан                                                  | Флюра Булатова Елена Ковтун                                      | Мария Албою Отилия Бэдеску                         |
| Парный разряд        | Чилла Баторфи Эдит Урбан                                                  | Флюра Булатова Елена Ковтун                                      | Мария Грахова Рената Касалова                      |
| Командное первенство | СССР · Раиса Тимофеева · Валентина Попова · Флюра Булатова · Елена Ковтун | Чехословакия · Мария Грахова · Рената Касалова · Алена Шафаржова | Нидерланды · Беттине Вризекоп · Мирьям Клоппенбюрг |

### Микст
| Разряд           | Золото                     | Серебро                        | Бронза                      |
| ---------------- | -------------------------- | ------------------------------ | --------------------------- |
| Смешанный разряд | Илья Лупулеску Ясна Фазлич | Анджей Грубба Беттине Вризекоп | Ульф Карлссон Эдит Урбан    |
| Смешанный разряд | Илья Лупулеску Ясна Фазлич | Анджей Грубба Беттине Вризекоп | Кэлин Крянгэ Отилия Бэдеску |